# Passula
Passula és una partida que en l'actualitat està dividida administrativament entre Xaló i Alcalalí, dues poblacions de la Marina Alta. La fita entre els termes municipals d'aquestes localitats està fixada pel Barranc de Passula o del Negre, tributari per la riba dreta del riu Xaló-Gorgos.

## Etimologia. Variants

### Passula
El topònim Passula sembla provenir de la paraula homònima del llatí que significa pansa, en clara al·lusió a la importància que tenia la pansificació del raïm en aquest indret. De vegades, aquest nom de lloc s'empra en plural -Passules- .

### Puçula
Puçula és una denominació històrica de la partida que hui ha caigut en desús, però que apareix sovint en la documentació de finals del segle xvi.

### Puça
Una escriptura notarial de 1409 en què es documenta la divisió dels termes de Xaló i Alcalalí menciona el lloc de Puça i el situa entre Murta i Benibrai, és a dir, on es troba l'actual Passula. Per tant, podria tractar-se d'una forma acurçada del topònim Puç(ul)a > Puça o ser, simplement, producte d'una equivocació del redactor.

## Característiques físiques
La partida de Passula és una zona de suau transició entre el pla i la muntanya, que està tancada en el seu extrem meridional per una serra de poca elevació i d'origen oligocè: la Serra de la Devesa (416 m).
El topònim Devesa indica que, antigament, era un terreny destinat a pasturatge. Aquesta paraula prové del participi llatí defensa, que vol dir defensada o prohibida, i el seu significat fa referència a les deveses com a llocs vedats, on només s'hi podia accedir amb l'autorització prèvia del senyor. Un plànol de l'any 1764 li dona l'apel·latiu de la Devesa del Sr. Comte, nom que fa ben palés el seu origen senyorial. En aquest document cartogràfic al senyor se l'anomena comte, perquè el Baró de Xaló d'aleshores era també el Comte de Carlet.

## La xarxa de camins
Passula presenta una xarxa viària irregular que contrasta amb la de la veïna partida de Benibrai, on cada camí discorre en sentit perpendicular al del riu Xaló-Gorgos. Aquest tipus de malla caminera permet un repartiment més ordenat del terreny en parcel·les rectangulars.
Els camins de Passula, en canvi, es disposen de manera obliqüa al llit del riu, i tendeixen a convergir en les proximitats del nucli urbà de Xaló. Destaquen els següents camins:
- Camí de la Tarafa
- Camí de Cervera
- Camí del Cup
- Camí de l'Assegador
- Camí de Tàrbena (o del Coll de Rates)
- Camí del Mento

## Conreus agrícoles
Els conreus que han predominat a la partida de Passula són principalment la vinya i l'almetler i, en menor mesura, l'olivera i el garrofer; però, en l'actualitat, són moltes les parcel·les que s'han deixat fer ermes per l'escassa rendibilitat econòmica de les activitats agrícoles.
Aquests camps abandonats es converteixen en poc temps en fenollars d'alçàries properes als dos metres o en comunitats vegetals poc diversificades de nitro-halòfils on destaquen les espècies arvenses i ruderals.

## Albayrén o Bayrén
Es creu que en la partida de Passula estava localitzada l'antiga alqueria del segle xiii denominada Albayrén o Bayrén, establida sobre una vil·la romana anterior de la que s'han trobat vestigis a l'anomenat Corral de la Durana.
Aquesta hipòtesi parteix del supòsit que la vil·la li pertanyia a un tal Varius, nom que en romanç degué convertir-se en * Bayro per la transformació de -arius en -ayro. Finalment, a aquest nom propi s'hi hauria afegit el sufix de caràcter possessiu -én i el resultat seria el següent: Varius >* Bayr(o) + -én > Bayrén. La presència àrab serveix per a explicar la incorporació de l'article al-: Albayrén.
La grafia normativitzada d'aquest topònim d'origen romà és la d'Albairén o Bairén.